# Euonymus morrisonensis
Euonymus morrisonensis е вид растение от семейство Чашкодрянови (Celastraceae).

## Разпространение
Видът е ендемичен за Тайван. Застрашен е от унищожаване на местообитания.